# Historia de los tranvías en Barcelona
El tranvía fue un medio de transporte muy popular en Barcelona, durante la primera mitad del siglo XX. 

## 1872-1899 Primeras líneas de tranvía
El primer servicio ferroviario urbano se inició en Gales en 1807, con el transporte de pasajeros con una línea de tranvías con tracción de sangre. Este sistema llegará el 27 de junio de 1872 a Barcelona, cuando se inaugura la primera línea entre el Pla de la Boquería y Josepets (actual plaza de Lesseps).

## 1899-1907 Llega el tranvía eléctrico
El 1879 se prueba con éxito el primer coche tranvía movido por electricidad en Berlín, novedad que llegará a Barcelona en 1899 en la línea 29. Poco a poco se fue electrificando la red, hasta que en 1907 se da por completa la electrificación de todas las líneas de la ciudad.

## 1907-1929 Máxima extensión de la red

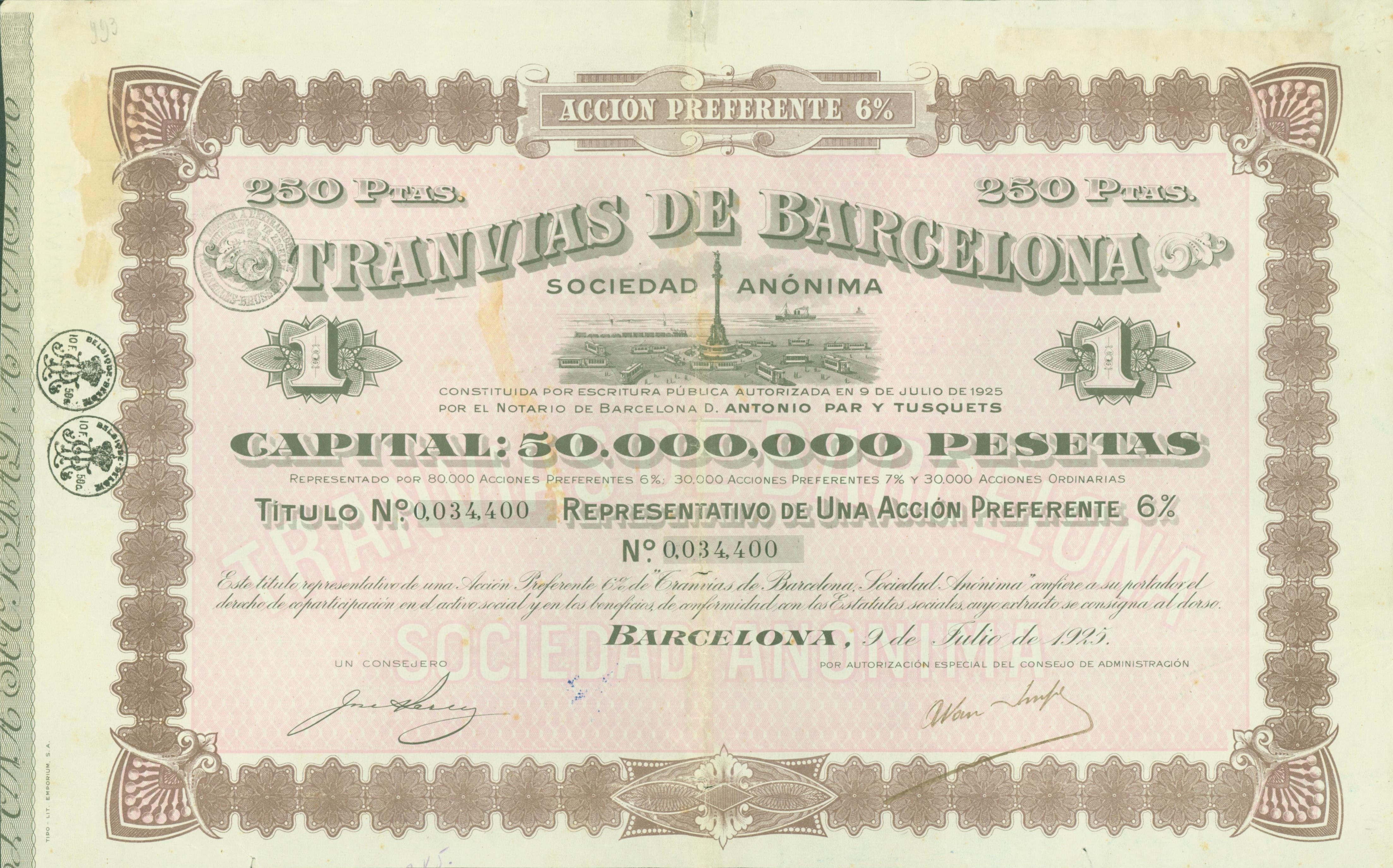
Acción de la Tranvías de Barcelona con fecha del 9 de julio de 1925

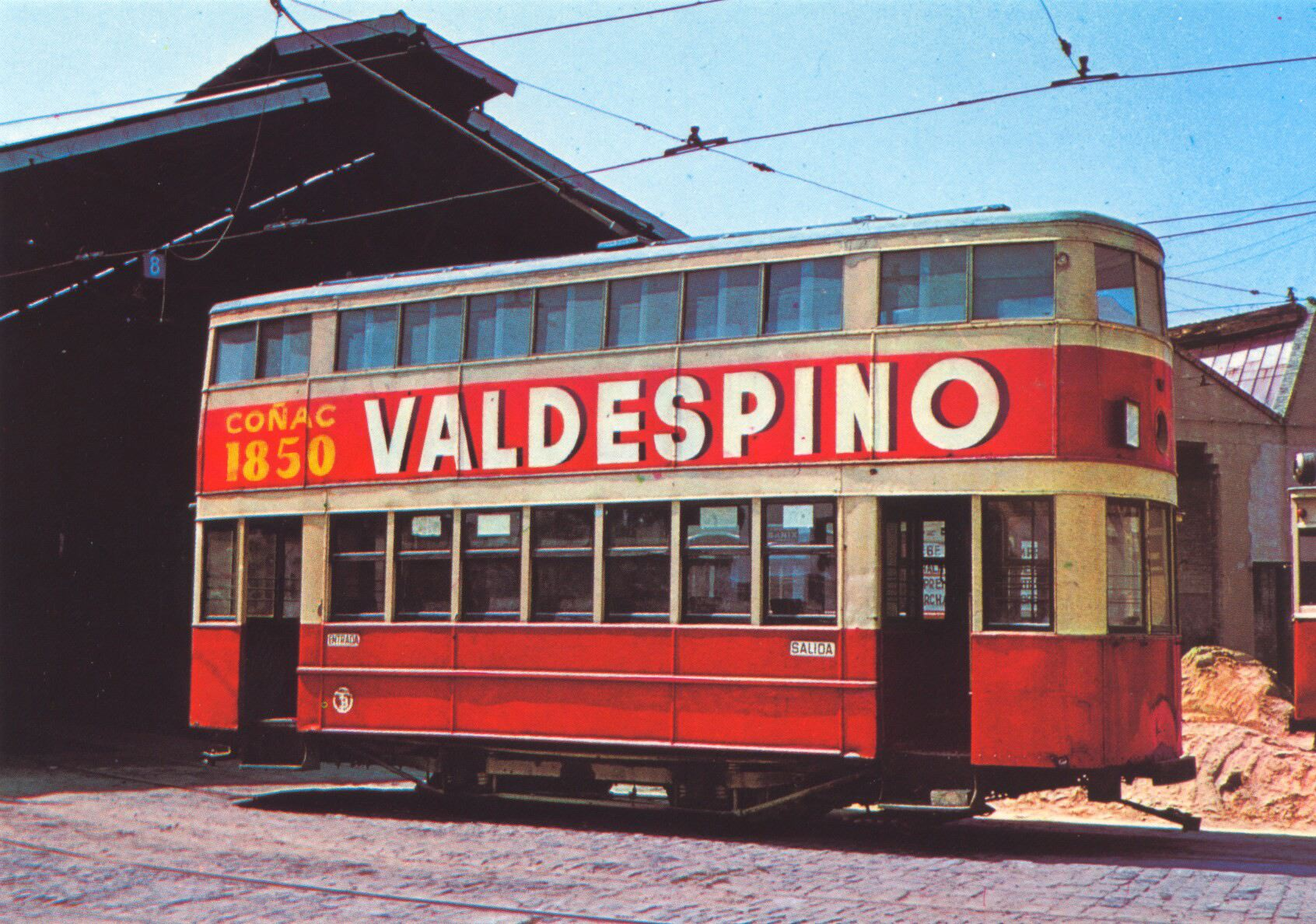
Tranvía de Barcelona.

Barcelona no fue una excepción en la edad de oro del tranvía en las ciudades del mundo (sobre todo europeas y americanas) en las que el tranvía se convirtió en indispensable en los trayectos urbanos. Aunque aparecieron las primeras líneas de autobuses, en 1910, éstos no ofrecían la misma fiabilidad. Los años de la década de 1920, época de gran desarrollo económico se hicieron importantes inversiones en la creación de nuevas líneas y en la ampliación de las existentes. Además, la celebración de la Exposición Universal de las culturas en 1929 supuso un incentivo para mejorar el transporte, tanto del tranvía, como la inauguración del Metro

## 1929-1965 La decadencia del tranvía
Los años de la década de 1930 fueron una época de grave crisis económica y supusieron una paralización de las inversiones en mantenimiento y nuevas infraestructuras. Además, la Guerra Civil  supuso una grave deterioro de la infraestructura, sobre todo por los bombardeos aéreos que sufrió la ciudad.
Durante la posguerra, marcada por las dificultades económicas, se restablecen los servicios de las líneas de tranvía, aunque en condiciones precarias.

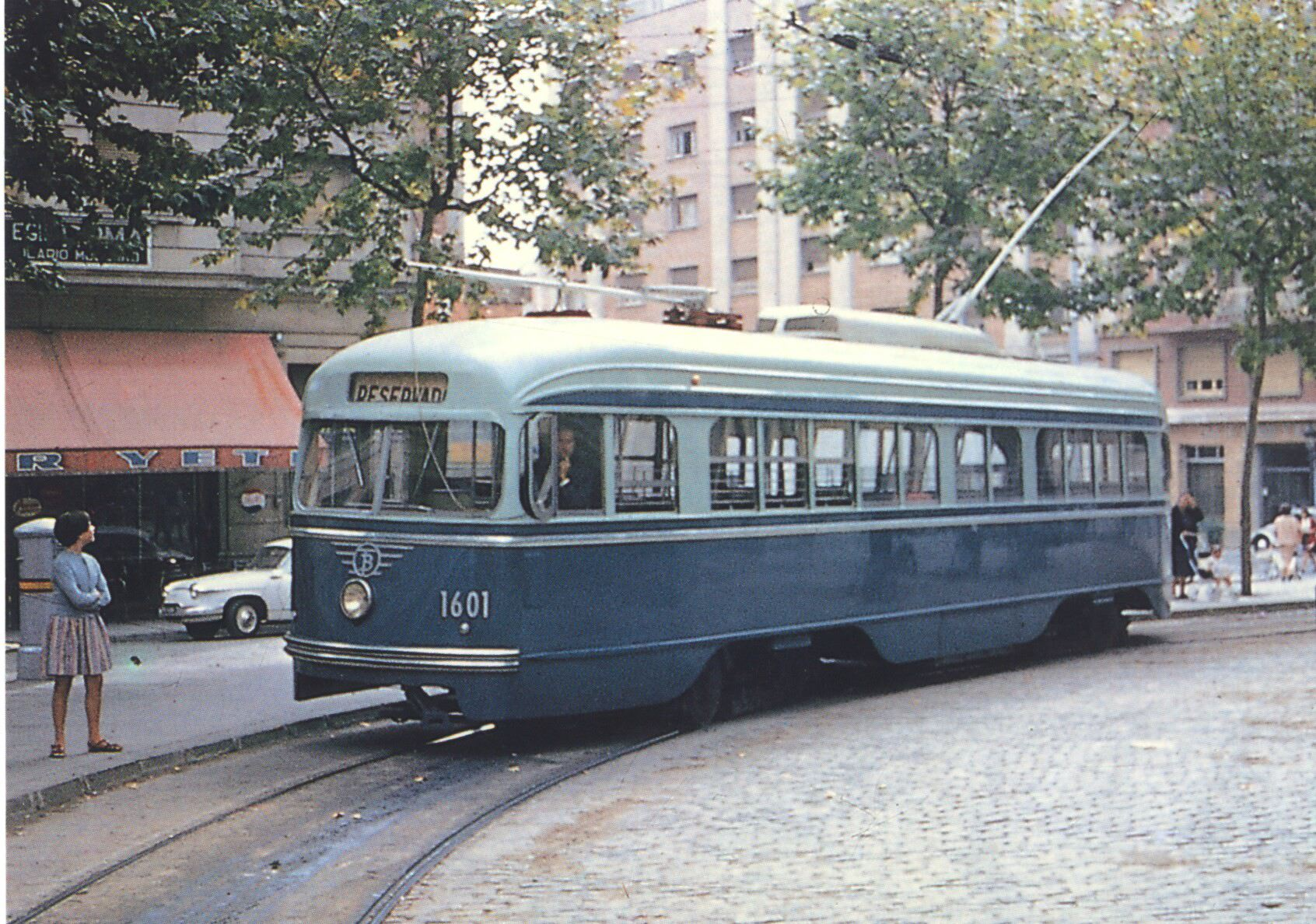
Tranvía PCC procedente de Washington

Un aumento de tarifas del 40 % en 1951 supuso la primera contestación social a la dictadura, cuando los barceloneses dejaron de usar el tranvía como medida de protesta.
La década de 1960 fue de gran crecimiento, acompañado con un boom automovilístico. Las inversiones se centran en dotar de infraestructuras para el creciente volumen de automóviles, relegando el tranvía a un segundo plano. La precariedad del tranvía, unida a la aparición de nuevos autobuses. acentúan el declive del tranvía en el transporte urbano.
Para hacer frente a este deterioro, Tranvías de Barcelona ultima la compra, en 1961, de material rodante procedente de Washington, caracterizado por tener más potencia y estabilidad.

## 1965-1971 Supresión del tranvía
La última extensión de la red data de 1965 cuando se inaugura una línea nueva hasta la Zona Universitaria.
La compañía Tranvías de Barcelona comienza a suprimir líneas con el pretexto de que entorpecen el tránsito automovilístico y que eran antiestéticos para substituirlos por autobuses. La madrugada de 18 de marzo al 19 de marzo de 1971 los coches de las últimas dos líneas (la 49, Drassanes-Horta, y la 51, Drassanes-Vía Julia) llegan a cocheras para no volver a salir. La única línea que se mantuvo fue la del Tranvía Azul, al Tibidabo.

## 1971-2004 Barcelona sin tranvía
A finales de 1973 estalla la guerra de Yom Kipur provocando un fuerte aumento del precio del petróleo y poniendo en evidencia la fuerte dependencia del transporte respecto a esta materia prima, debido al motor de explosión. esto provocó dudas sobre la conveniencia de la política de retirar los tranvías.
En 1979 se produce el segundo golpe del petróleo, con una nueva escalada de los precios, disparando de nuevo los gastos del transporte.
En 1987, TMB se plantea por primera vez la recuperación del tranvía. 
En 1989 la EMT hace los primeros estudios para la reimplantación del tranvía por el Bajo Llobregat y la Diagonal, y en 1991 saca a concurso el estudio de una red de tranvías entre el Bajo Llobregat y la Diagonal para valorar la viabilidad económica del proyecto.
En 1993 se contempla por primera vez el Trambaix en un plan de transportes. En 1997 se hace una prueba piloto de tranvía con la construcción de la línea entre María Cristina y L'Illa. La explotación comercial de la línea durará desde el 8 de junio hasta el 15 de enero de 1998.
En 1998 la ATM (un nuevo organismo) saca a concurso la redacción del proyecto, construcción y explotación del tranvía entre Barcelona y el Bajo Llobregat. En abril de 2000 la ATM adjudica el tranvía a Alstom-FCC. En julio, el proyecto sale a información pública. En 2001 se aprueba definitivamente el proyecto del Trambaix, también se aprueba una segunda red, el Trambesos que dará servicio a Ciutadella, Glorias, Gran vía, Diagonal Mar (Barcelona), San Adrián de Besos y Badalona.
En junio del 2001 se pone las primeras piedras para la reimplantación del tranvía, una en la Diagonal y otra en Cornellá de Llobregat y en enero de 2003 se pone la primera piedra del Trambesos.
En mayo de 2003 llegan las primeras composiciones de tranvía a las cocheras de San Joan Despí, y en agosto se hacen las primeras pruebas de circulación. En enero de 2004 circulan por primera vez los tranvías por la red de Trambesós. En febrero se prueba la marcha en vacío del Trambaix, es decir, circulaciones simultáneas en toda la línea simulando el horario comercial.

## 2004: El tranvía vuelve a la ciudad
El 3 de abril de 2004, 33 años después, el tranvía vuelve a prestar servicios comerciales en Barcelona y cuatro municipios más del área de metropolitana. La red inicial consta de tres líneas T1, T2 y T3. Todas ellas tienen origen en Francesc Maciá. La T1 hasta Bon Viatge, la T2 hasta Sant Martí de l'Erm y la T3 hasta Montesa. El tramo central que comparten las 3 líneas ofrece una frecuencia de paso de 5 minutos.
El 8 de mayo de 2004 se inaugura una nueva red con la línea nueva T4 que presta servicio desde las Glorias hasta la estación de Sant Adriá.
El 29 de mayo de 2004 la T3 se alarga hasta Sant Martí de l'Erm poniendo en funcionamiento el segundo ramal del Trambaix.
el 24 de julio de 2004 se prolonga la T4 desde Glorias hasta la Ciudadela-Villa Olímpica.
El 5 de enero de 2006 la T3 se amplía hasta Consell Comarcal (actualmente Torreblanca) dando servicio al municipio de Sant Just Desvern.
El 14 de octubre de 2006 el Trambesós inaugura una nueva línea, la T5, que une Glorias con Besós.
El 21 de abril de 2007 la T3 añade una nueva parada: San Feliu-Consell Comarcal.
El 6 de mayo de 2007 la T5 llega a Sant Joan Baptista en Sant Adrià de Besòs. Posteriormente, llegaría hasta Gorg, en el término municipal de Badalona.
El 15 de junio de 2007 se pone en funcionamiento la T6, de la Estación de Sant Adriá a Gorg, abriendo un ramal con una parada nueva en la Mina. Con esto se pone punto final al desarrollo de la red tranviaria proyectada en 2000 por la Autoridad del Transporte Metropolitano, con 28 km de recorrido y seis líneas en funcionamiento.